# Christine Ourmières-Widener
Christine Ourmières-Widener, née le 21 septembre 1964 ,, est une femme d'affaires française, présidente d'Air Caraïbes et French bee de fin 2023 à début 2025.

## Jeunesse et formation
Christine Jeanne Henriette Ourmières-Widener est née à Avignon en région Provence-Alpes-Côte d'Azur.
Entre 1984 et 1987, elle étudie à l'École nationale supérieure de mécanique et d'aérotechnique (ISAE-ENSMA) où elle décroche un diplôme en génie aéronautique. Elle obtient également un diplôme de commerce (master marketing) à l'ESSEC Business School en 1988.
Par la suite, elle suit le Programme de management exécutif d'Air France à CPA-HEC Paris en 2000-2001 et le Programme exécutif sénior en direction de l'Institut international pour le développement du management (IMD) en 2008.

## Carrière

### Ses débuts
Elle travaille chez Air France à partir de 1988, où elle débute dans l'équipe de maintenance du Concorde.
Ses responsabilités évoluent vers un rôle commercial, d'abord comme directrice commerciale d'Amadeus jusqu'en avril 1998,. Finalement elle dirige l'équipe d'Air France KLM pour l'Amérique du Nord basée à New York. Elle est nommée par la suite directrice générale Royaume-Uni et Irlande d'Air France, puis directrice générale de la compagnie aérienne irlandaise CityJet après son rachat par Air France où elle reste du 1er octobre 2010 à 2015,. Elle fait partie pendant un certain temps de l'European Regions Airline Association.
En juin 2015, elle devient directrice internationale des ventes d'American Express Global Business Travel (« GBT ») à Londres sous la direction de Philippe Chérèque, directeur commercial et de la technologie.

### Carrière dans les directions aériennes

#### Chez Flybe de 2017 à 2019
Le 16 janvier 2017, elle devient la directrice générale de Flybe, une des compagnies régionales low-cost les plus importantes d'Europe.
Après avoir été membre du regroupement aérien européen ERA, il est également annoncé lors de l'assemblée annuelle de leur collaborateur IATA en 2018 qu'elle est élue au conseil d'administration de cette dernière organisation, soit la première femme à la tête du conseil de 31 membres depuis le début de cette organisation. L'autre seule femme à coexister dans le conseil est Maria Jose Hidalgo Gutierrez d'Air Europe. Elle avait déjà été nommée administratrice par intérim le 24 avril 2017, lorsque Fernando Pinto avait démissionné.
Le 29 mai 2019, elle démissionne à son tour de son poste de PDG de Flybe, son départ prenant effet le 15 juillet de la même année. Cette décision est intervenue à la suite de problèmes financiers récurrents dans la société, qui a ensuite été reprise par Connect Airways, un consortium composé de Virgin Atlantic, de Stobart Air et d'un investisseur américain.

#### Chez TAP Air Portugal de 2021 à 2023
Le 24 juin 2021, Christine Ourmières-Widener est nommée PDG de la compagnie nationale portugaise TAP Air Portugal, jusqu'en 2024 à la suite Miguel Frasquilho, président depuis 2017,. En juillet, la compagnie est renationalisée avec une participation de l’État à hauteur de 72,2 % du capital de l'entreprise TAP SGPS, à la suite des graves difficultés financières rencontrées pendant la crise sanitaire qui avait paralysé le transport aérien mondial et avait notamment mené à la mise en œuvre d'un rigoureux plan de restructuration. Sa nomination est en effet liée à la reconnaissance de ses compétences en processus de transformation et de restructuration des compagnies aériennes. Fin 2022, la compagnie aérienne affiche les "plus importantes recettes de son histoire" malgré certaines polémiques et stratégies discutées,.
Elle est remerciée de TAP le 6 mars 2023, à la suite du scandale qui a secoué TAP en décembre 2022.
Elle participe également à la direction de ZeroAvia.

#### Chez le Groupe Dubreuil de novembre 2023 à janvier 2025
Le 1er novembre 2023 après une passation de 4 mois, Christine Ourmières-Widener reprend les commandes du Pôle aérien du Groupe Dubreuil, à la suite de Marc Rochet. Elle devient ainsi PDG d'Air Caraïbes et présidente d'Air Caraïbes Atlantique, de French Bee et Hi line Cargo. Cette nomination se fait suite à la succession de Paul-Henri Dubreuil à la tête du Groupe Dubreuil en remplacement de son père Jean-Paul Dubreuil.
Le mardi 21 janvier 2025, le groupe Dubreuil annonce la fin de sa collaboration avec Christine Ourmières-Widener.

## Vie privée
Son mari, le Français Floyd Murray Widener (mai 1965-) est consultant. Ils détiennent ensemble l'entreprise de conseil en management O&W Partners Ltd depuis le 20 décembre 2019 à Londres. Ils ont trois enfants.